# Bahái naptár
A baháik, saját írásmódjukban: bahá'í-ok vallásos tevékenységeikben egy olyan naptárt használnak, melyet a Báb vezetett be. A Báb a Nap-naptárt fogadta el, de az esztendő kezdőpontja az ősi perzsa Újév, illetve modern Noruz, vagyis a tavaszi napéjegyenlőség (március 21.). A bahái naptár a Báb Kinyilatkoztatásának évével (1844) kezdődik.
A bahái évben tizenkilenc napos hónapok találhatóak; a 18. és a 19. közé 4 vagy 5 szökőnapot iktatnak be. A Báb a hónapokat Isten tulajdonságairól nevezte el; a bahái napok napnyugtakor kezdődnek.

## Hónapok
A hónap első napján tartják világszerte a bahái közösségek a Tizenkilenc Napi Ünnepet, amely a közösség egyik legfontosabb találkozóhelye. Három részből áll: szellemi rész (imák, szent szövegek olvasása), tanácskozási rész (a hívők és a választott intézmény, a szellemi tanács között) és a kötetlen, társasági rész.
| Arab neve (zárójelben a perzsa kiejtés, ha eltér) | Arab írással | Magyar neve  | Gergely-naptár szerint         |
| ------------------------------------------------- | ------------ | ------------ | ------------------------------ |
| Bahá                                              | بهاء         | Ragyogás     | március 21. – április 8.       |
| Dzsalál                                           | جلال         | Dicsőség     | április 9. – április 27.       |
| Dzsamál                                           | جمال         | Szépség      | április 28. – május 16.        |
| Azama (Azamat)                                    | عظمة         | Nagyság      | május 17. – június 4.          |
| Núr (Nur)                                         | نور          | Fény         | június 5. – június 23.         |
| Rahma (Rahmat)                                    | رحمة         | Irgalom      | június 23. – július 12.        |
| Kalimát (Kalemát)                                 | كلمات        | Szavak       | július 13. – július 31.        |
| Kamál                                             | كمال         | Tökéletesség | augusztus 1. – augusztus 19.   |
| Aszmá                                             | اسماء        | Nevek        | augusztus 20. – szeptember 7.  |
| Izza (Ezzat)                                      | عزة          | Hatalom      | szeptember 8. – szeptember 26. |
| Masijja (Masejjat)                                | مشية         | Akarat       | szeptember 27. – október 15.   |
| Ilm (Elm)                                         | علم          | Tudás        | október 16. – november 3.      |
| Kudra (Kodrat)                                    | قدرة         | Erő          | november 4. – november 22.     |
| Kaul                                              | قول          | Beszéd       | november 23. – december 11.    |
| Maszáil (Maszáel)                                 | مسائل        | Kérdések     | december 12. – december 30.    |
| Saraf                                             | شرف          | Becsület     | december 31. – január 18.      |
| Szultán (Szoltán)                                 | سلطان        | Fenség       | január 19. – február 6.        |
| Mulk (Molk)                                       | ملك          | Uralom       | február 7. – február 25.       |
| Ajjám al-há (Ajjám-e há)                          | ايام الهاء   | szökőnapok   | február 26. – március 1.       |
| Alá                                               | علاء         | Fennköltség  | március 2. – március 20.       |

## Szent napok
Az alább felsorolt szent napok egyben munkaszüneti napoknak is számítanak, kivéve az utolsó hármat. A baháik szertartások nélküli találkozók keretében emlékeznek meg a szent napokról, melyeken imák és szent iratok hangzanak el, illetve művészeti előadásokat mutatnak be.
- Március 21. Noruz (Újév);
- Április 21. Ridván első napja;
- Április 29. Ridván kilencedik napja;
- Május 2. Ridván tizenkettedik napja;
- Május 23. A Báb küldetésének kinyilatkoztatása;
- Május 29. Baháalláh elhunyta;
- Július 9. A Báb vértanúsága;
- Október 20. A Báb születésnapja;
- November 12. Baháalláh születésnapja;
- November 26. A Szövetség Napja;
- November 28. Abdolbahá elhunyta;
- Március 2. A böjt kezdete.

## A hét napjai
A hét napjainak alábbi megnevezése még nem használatos. A baháik mindenhol a hivatalos állami naptár szerint számítják a hét napjait.
| Arab név (zárójelben a perzsa kiejtés, ha eltér) | Arab írás | magyar fordítás | A hét napja |
| ------------------------------------------------ | --------- | --------------- | ----------- |
| Dzsalál                                          | جلال      | Dicsőség        | Szombat     |
| Dzsamál                                          | جمال      | Szépség         | Vasárnap    |
| Kamál                                            | كمال      | Tökéletesség    | Hétfő       |
| Fidál (Fedál)                                    | فضال      | Jóindulat       | Kedd        |
| Idál (Edál)                                      | عدال      | Igazságosság    | Szerda      |
| Isztidzslál (Esztedzslál)                        | استجلال   | Fenség          | Csütörtök   |
| Isztiklál (Eszteglál)                            | استقلال   | Függetlenség    | Péntek      |

## Váhid és Kull-e Saj
A bahái hit 19 éves ciklusokat (váhid = „egy”) és 361 éves (19x19) szuperciklusokat (kull-e saj = „minden dolog”) tart számon. Minden 19 évciklusnak külön-külön neve van. A kilencedik váhid az első kull-e saj kezdőpontja, amely 1996. május 21-én kezdődött el. A tizedik váhid 2015-ben kezdődött el.
A 19 éves ciklusokat, a Metón-ciklusokat már régóta használják a naptárak, mivel 19 évente a holdhónap kezdete majdnem pontosan ugyanarra a napra esik a napévben.
| No. | Arab név (zárójelben a perzsa kiejtés, ha eltér) | Arab írás | Magyar fordítás |
| --- | ------------------------------------------------ | --------- | --------------- |
| 1   | Alif (alef)                                      | أﻟﻒ       | A               |
| 2   | Bá                                               | باء       | B               |
| 3   | Ab                                               | أب        | Apa             |
| 4   | Dál                                              | دﺍﻝ       | D               |
| 5   | Báb                                              | باب       | Kapu            |
| 6   | Váv                                              | وﺍو       | V               |
| 7   | Abad                                             | أبد       | Örökkévalóság   |
| 8   | Dzsád                                            | جاد       | Nagylelkűség    |
| 9   | Bahá                                             | بهاء      | Dicsőség        |
| 10  | Hubb (hobb)                                      | حب        | Szeretet        |
| 11  | Bahhádzs                                         | بهاج      | Elragadó        |
| 12  | Dzsaváb                                          | جواب      | Válasz          |
| 13  | Ahad                                             | احد       | Egyedül         |
| 14  | Vahháb                                           | وﻫﺎب      | Bőkezű          |
| 15  | Vidád (vedád)                                    | وداد      | Szeretet        |
| 16  | Badí (badi)                                      | بديء      | Elkezdődő       |
| 17  | Bahijj                                           | بهي       | Fénylő          |
| 18  | Abha                                             | ابهى      | Fénylőbb        |
| 19  | Váhid (váhed)                                    | واحد      | Egy             |